# Кинкелин, Герман
Герман Кинкелин (нем. Hermann Kinkelin; 11 ноября 1832, Берн — 2 января 1913, Базель) — швейцарский учёный-математик и политик.

## Биография
По происхождению баварский немец (семья родом из Линдау). Окончил Цюрихский университет в 1854 году, с 1865 по 1895 годы преподавал в Базельском университете. С 1867 года постоянно проживал в Базеле. Основатель Швейцарского статистического общества и Швейцарского статистическо-экономического общества в Базеле, с 1870 по 1880 годы организовывал федеральную перепись населения Базельского кантона.
С 1867 по 1902 годы входил в Большой совет Базельского кантона, в 1877 по 1879 годы занимал должность президента кантона. С 1890 по 1899 годы также состоял в Национальном совете Швейцарии.

## Деятельность
Основные исследования Кинкелина относятся к геометрии, теории бесконечных рядов, теории вероятностей математической статистике, аксонометрическому проектированию. Также он является автором ряда работ в области теории страхования. Имя Кинкелина носит постоянная величина, которую Кинкелин использовал в своих работах. Также он известен тем, что проанализировал алгоритм Гаусса вычисления даты Пасхи и сумел грамотно обосновать каждый его шаг.

## Память
В честь Кинкелина в Базеле названы улица, церковная школа и спортивный комплекс.

## Труды

### Статьи
- Untersuchung über die Formel {\displaystyle nF(nx)=f(x)+f(x+{\tfrac {1}{n}})+f(x+{\tfrac {2}{n}})+\ldots f(x+{\tfrac {n-1}{n}}).} Archiv der Mathematik und Physik 22, 1854, S. 189–224 (bei Google Books:  Архивная копия от 31 декабря 2013 на Wayback Machine,  Архивная копия от 12 октября 2016 на Wayback Machine)
- Die Fundamentalgleichungen der Function Γ(x), Mitteilungen der Naturforschenden Gesellschaft in Bern 385 und 386, 1857, S. 1–11 (im Internet-Archiv: , )
- Ueber einige unendliche Reihen, Mitteilungen der Naturforschenden Gesellschaft in Bern 419 und 420, 1858, S. 89–104 (bei Google Books:  Архивная копия от 21 октября 2013 на Wayback Machine)
- Ueber eine mit der Gammafunction verwandte Transcendente und deren Anwendung auf die Integralrechnung, Journal für die reine und angewandte Mathematik 57, 1860, S. 122–138 (beim GDZ:  Архивная копия от 16 января 2016 на Wayback Machine)
- Die schiefe axonometrische Projektion, Vierteljahrsschrift der Naturforschenden Gesellschaft in Zürich 6, 1861, S. 358–367 (bei Google Books:  Архивная копия от 21 октября 2013 на Wayback Machine)
- Zur Theorie des Prismoides, Archiv der Mathematik und Physik 39, 1862, S. 181–186 (bei Google Books:  Архивная копия от 21 октября 2013 на Wayback Machine,  Архивная копия от 21 октября 2013 на Wayback Machine,  Архивная копия от 21 октября 2013 на Wayback Machine)
- Beweis der drei Brüder für den Ausdruck des Dreieckinhaltes durch die Seiten, Archiv der Mathematik und Physik 39, 1862, S. 186–188 (bei Google Books:  Архивная копия от 21 октября 2013 на Wayback Machine,  Архивная копия от 21 октября 2013 на Wayback Machine,  Архивная копия от 21 октября 2013 на Wayback Machine)
- Neuer Beweis des Vorhandenseins complexer Wurzeln in einer algebraischen Gleichung, Mathematische Annalen 1, 1869, S. 502–506 (bei Google Books:  Архивная копия от 18 октября 2014 на Wayback Machine; beim GDZ:  Архивная копия от 11 ноября 2014 на Wayback Machine)
- Die Berechnung des christlichen Osterfestes, Zeitschrift für Mathematik und Physik 15, 1870, S. 217–228 (im Internet-Archiv: )
- Vortrag in: Die Basler Mathematiker Daniel Bernoulli und Leonhard Euler, Verhandlungen der Naturforschenden Gesellschaft in Basel 7 (Anhang), 1884, S. 51–71 (im Internet-Archiv: )
- Constructionen der Krümmungsmittelpunkte von Kegelschnitten, Zeitschrift für Mathematik und Physik 40, 1895, S. 58–59 (im Internet-Archiv: )
- Zur Gammafunktion, Verhandlungen der Naturforschenden Gesellschaft in Basel 16, 1903, S. 309–328 (im Internet-Archiv: , )

### Монографии
- Allgemeine Theorie der harmonischen Reihen mit Anwendung auf die Zahlentheorie. Schweighauser, Basel 1862 (Google books).
- Die gegenseitigen Huelfsgesellschaften der Schweiz im Jahr 1865. Les sociétés de secours mutuels de la suisse en 1865. Bonfantini, Basel 1868 (; Rezension bei Google books).
- Kurze Belehrung über das metrische Maß und Gewicht. 1876. Nachdruck: Mächler, Riehen 2006.